# Борек (Глоговський повіт)
Борек (пол. Borek, нім. Borkau) — село в Польщі, у гміні Глогув Глоговського повіту Нижньосілезького воєводства. Населення — 349 осіб (2011).
У 1975-1998 роках село належало до Легницького воєводства.

## Демографія
Демографічна структура станом на 31 березня 2011 року:
|          | Загалом | Допрацездатний вік | Працездатний вік | Постпрацездатний вік |
| -------- | ------- | ------------------ | ---------------- | -------------------- |
| Чоловіки | 179     | 41                 | 128              | 10                   |
| Жінки    | 170     | 43                 | 102              | 25                   |
| Разом    | 349     | 84                 | 230              | 35                   |